# تالخمت
تالخمت بلدة وبلدية تابعة لدائرة رأس العيون في ولاية باتنة بالجزائر.

## وصلات أخرى

### وصلات داخلية
- دائرة أولاد سي سليمان
- ولاية باتنة

### وصلات خارجية
- باتنة أنفو: موقع باتنة للأخبار.
- إذاعة باتنة الجهوية: الموقع الرسمي.

1. ↑  "بحث عن جماعة إقليمية". www.interieur.gov.dz (بar-aa). Archived from the original on 2022-08-10. Retrieved 2025-08-01.{{استشهاد ويب}}:  صيانة الاستشهاد: لغة غير مدعومة (link)